# Dani Hagebeuk
Dani Hagebeuk (Amersfoort, 21 november 1997) is een Nederlands professioneel gamer.

## Carrière
Hagebeuk werkte tot begin 2017 bij het Dierenpark Amersfoort. Op 1 februari 2017 trad hij toe tot het E-Sport team van AFC Ajax. Hagebeuk kwam tot 2021 namens Ajax uit in de E-Divisie. Sinds 2023 speelt hij zijn wedstrijden in de E-Divisie voor RKC Waalwijk.

## Prestaties
- Nationaal Kampioen FIFA 17 2016[4]
- Nationaal kampioen FIFA 17 E-Divisie 2017[3][2], 2018[5]
- Tweede ronde WK FIFA 2017[6]
- Winnaar internationale FIFA-toernooi "The Ultimate Clash" 2017[7]